# Andrea Dandolo (Iudex)
Andrea Dandolo (* nach 1108 in Venedig; † 1198) war der jüngere Bruder des venezianischen Dogen Enrico Dandolo, der wegen seiner Rolle bei der Umlenkung des Vierten Kreuzzugs (1202–1204) gegen die christlichen Städte Zara und Konstantinopel seit jeher umstritten ist. Andrea erscheint in den Quellen 1153 als Zeuge in einer Urkunde, dann erst wieder von 1173 bis 1175 als iudex am Hof des Dogen Sebastiano Ziani, abermals in den Jahren 1181 und 1187. Mit der Rückkehr des älteren Bruders nach Venedig trat Andrea von diesem Posten ab. Die beiden Brüder standen sich offenbar nahe; sie agierten aufs engste bis in die ersten Jahre Enricos als Doge (ab 1192) sowohl im ökonomischen Bereich, vor allem in Ägypten und in Konstantinopel, als auch im politischen Bereich, also in Venedig selbst.

## Herkunft, Familienzusammenhang
Die Brüder entstammten einer der einflussreichsten Familien der Republik Venedig. Doch ist über ihr Leben vor etwa 1170 nur wenig bekannt, wohl weil sie sich meist in Konstantinopel aufhielten. Selbst die unmittelbaren Verwandtschaftsverhältnisse sind nur zum Teil geklärt. Die beiden entstammten der Familie der Dandolo von San Luca, einer Insel und Pfarrgemeinde, die nach 1172 zu einem der sechs neu gegründeten Sestieri, nämlich dem von San Marco gehörte. Sie gehörten einer der zwölf angesehensten, einflussreichsten und ältesten Familien Venedigs an, einer der sogenannten „apostolischen“ Familien. Die Dandolo erschienen der Legende nach bereits um 727 bei der Wahl des (vielleicht ersten) Dogen Orso, auf dessen Familie sich mehrere der ältesten Familien Venedigs zurückführten.

## Teil der Führung der Dandolo
Andrea Dandolo erscheint 1153 erstmals als Zeuge in einer Urkunde. Sein Onkel, der ebenfalls Enrico († 1182) hieß, war Patriarch von Grado. Andere Angehörige der weitverzweigten Familie gehörten zum engsten Kreis der Ratgeber des Dogen, den consiliarii. Der Name des Vaters der Brüder ist nicht gesichert, wenn auch vielfach Vitale Dandolo genannt wird. Dieser Vitale galt als „weltlicher Patriarch“ der Dandolo di San Luca (neben dem älteren Enrico als „kirchlicher Patriarch“). Doch verschwindet er 1175 aus den Quellen, ohne dass klar ist, wer seinen Großklan nun weiterführte. Möglicherweise übernahm diese Rolle Andrea, der ab 1173 mehrfach als iudex erscheint. Dies mag ein Grund sein, warum es zur nicht näher belegbaren Annahme kam, Vitale sei der Vater sowohl von Andrea als auch von Enrico gewesen.
Andrea war unter Sebastiano Ziani ab 1173 iudex am Dogenhof. Thomas Madden nimmt an, dass Andrea diesen Posten für seinen Bruder Enrico räumte, als dieser 1174 oder 1175 aus Ägypten zurückkehrte. Enrico nennt seinen Bruder, dem er 1183 für sämtliche schriftlichen und mündlichen Abmachungen Vollmacht verlieh (ebenso wie seiner Ehefrau Contessa und einem Filippo Falier), „dilectus frater meus“ (‚mein geliebter Bruder‘). Andrea blieb in Enricos engsten Umgebung, auch nachdem dieser 1192 Doge geworden war.
Wahrscheinlich hatte Andrea einen Sohn namens Vitale, von dem lange angenommen wurde, er sei einer der bis zu vier angeblichen Söhne Enricos. Er führte die venezianische Flotte vor Konstantinopel und war „womöglich ein Sohn seines Bruders Andrea“, wie Karl-Hartmann Necker 1999 annahm. Vitale war zudem einer der zwölf Wähler, die im Jahr 1204 den Kaiser des Lateinerreiches bestimmen sollten.
Während Andrea in Venedig tätig war, war Enrico mehrfach außerhalb Venedigs tätig, oft über Jahre. Wenn Enrico nicht in geschäftlicher Mission reiste, dann in diplomatischer. So verhandelte er 1172 mit Kaiser Manuel Komnenos (1143–1180), der am 12. März 1171 alle Venezianer in seiner Hauptstadt hatte verhaften lassen. Die Venezianer waren darüber hinaus aus dem gesamten Reich verwiesen, ihr Besitz war konfisziert, das Händlerquartier am Goldenen Horn aufgelöst worden. Venedig sah sich damit aller Handelsprivilegien beraubt. Die Lagunenstadt hatte daraufhin eine Flotte in die Ägäis entsandt, der es jedoch nicht gelungen war, Manuel zum Einlenken zu zwingen. Dies war für Venedig, das vor allem seit dem Chrysobull von 1082 eine privilegierte Stellung in Byzanz eingenommen hatte, die so weit ging, dass sie die wirtschaftliche und politische Selbstständigkeit des Kaiserreichs zu unterhöhlen drohte, eine ökonomische Katastrophe. Bei schweren Unruhen in Venedig kam schließlich sogar der Doge Vitale II. Michiel ums Leben.

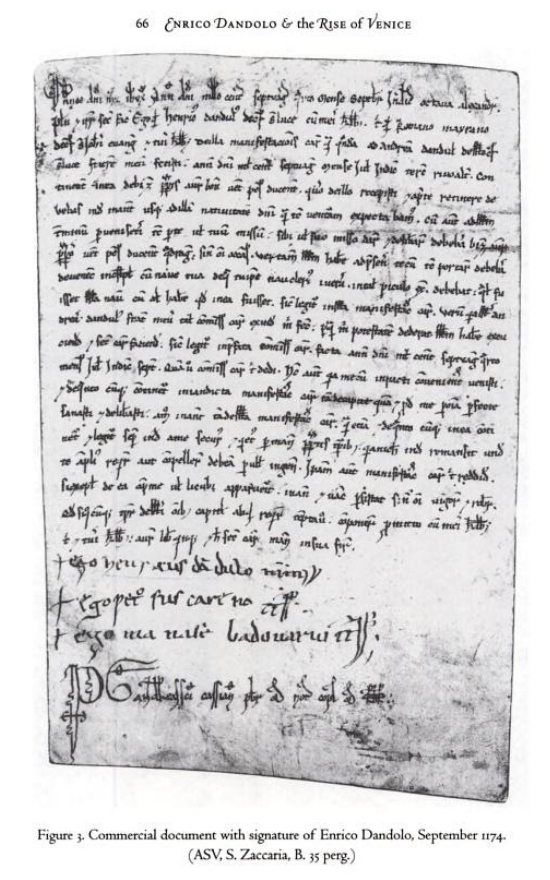
Vertrag, den Enrico Dandolo 1174 in Alexandria unterzeichnete (Thomas F. Madden: Enrico Dandolo and the Rise of Venice, Johns Hopkins University Press, Baltimore 2003, S. 66); er befindet sich heute im Staatsarchiv Venedig, S. Zaccaria, busta 35 perg.; in Zeile drei erscheint Andrea.

Als sich Enrico im September 1174 im ägyptischen Alexandria aufhielt, betrieb er für seinen Bruder Andrea die Rückzahlung eines sogenannten prestito marittimo, eines Handelskredits für Seehandelsunternehmen, den dieser vier Jahre zuvor an den Fernhändler Romano Mairano vergeben hatte.
Andrea selbst erscheint in den Quellen mehrfach als iudex, nämlich im November 1173 am Hof des Dogen Sebastiano Ziani, dann im Juli 1174, als Enrico nach Ägypten aufbrach. Kurz vor Enricos Rückkehr erscheint Andrea als iudex im Juni 1175, dann 1181 und zuletzt 1187.

## Übernahme der Geschäftstätigkeit des älteren Bruders Enrico
Im September 1183 überließ Enrico seinem Bruder Andrea zusammen mit seiner Frau Contessa sowie Filippo Falier von San Tomà Generalvollmacht, sich um alle seine Geschäfte zu kümmern, „sicut egomet facere deberem“. Warum er dies ‚tun musste‘, wie es heißt, entzieht sich unserer Kenntnis, aber vielleicht konnte er zu diesem Zeitpunkt bereits keine der im Handelsbereich immer weniger zu umgehenden Dokumente mehr verfassen oder lesen, da er zu erblinden begann.
Dem Erblindungsdatum 1172, und damit der Blendung auf Befehl Kaiser Manuels, widerspricht, dass Dandolo noch zwei Jahre später in Geschäften in Alexandria war, wo er eine Unterschrift leistete, die überhaupt das älteste erhaltene Autograph Dandolos darstellt. Dabei betonte er, eigenhändig geschrieben zu haben: „ego Henricus Dandolo manu mea subscripsi“. Seine Signatur ist dabei klar und leserlich.
Nach Venedig zurückgekehrt, übernahm Enrico Dandolo 1185 im Kloster San Cipriano di Murano die zuvor von Vitale ausgefüllte Rechtsvertretung, was dafür sprechen könnte, dass Enrico begann, die Führung des Dandolo-Klans zu übernehmen. Andrea blieb im Umkreis seines Bruders tätig.